# Bob Kloppenburg
Bob Kloppenburg, né le 28 juillet 1927, est un ancien entraîneur américain de basket-ball. 